# Pedro Ruiz
Pedro Anselmo Ruíz La Rosa (Huaral, 6 luglio 1947) è un ex calciatore peruviano, di ruolo centrocampista.

## Carriera

### Club
Ha giocato nella massima serie dei campionati peruviano con varie squadre.

### Nazionale
Con la nazionale peruviana ha giocato 6 partite dal 1979 al 1979, vincendo la Copa América 1975.

## Palmarès

### Club

#### Competizioni nazionali
- Campionato peruviano: 1

Sporting Cristal: 1983